# Cancho Roano
Cancho Roano és un jaciment arqueològic situat al terme municipal de Zalamea de la Serena, a la província de Badajoz, Espanya. Es localitza a tres quilòmetres de Zalamea en direcció a Quintana de la Serena, en un petit tàlveg al costat del rierol Cagancha.

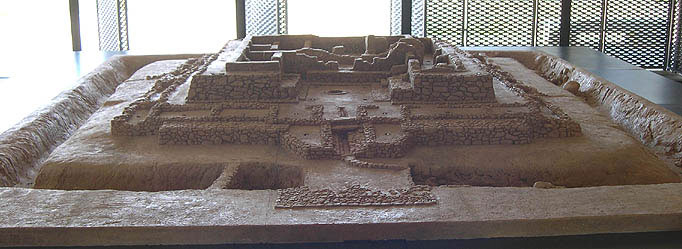
Maqueta de Cancho Roano

És el conjunt tartessi millor conservat de la península Ibèrica, datant la construcció original d'almenys el Segle VI aC, encara que l'edifici va ser ampliat i modificat en segles posteriors. Suposa un jaciment excepcional i únic, tant per la seva forma, la seva grandària i el seu estat de conservació, com pels objectes trobats, que permeten datar la seva creació entorn del Dècada del 550 aC., mentre que la seva destrucció no seria posterior al 370 aC., causada per un incendi, accidental o intencional, dins d'algun tipus de ritu religiós.
En contradicció amb la versió exposada, l'atribució a Tartesos està limitada únicament a un nivell d'excavació inferior, el denominat nivell "D". A l'època en què va existir aquesta civilització (segles IX al VII aC) només corresponen les restes del fons de la cabana que es troben sota els més voluminosos actualment visibles, el nivell "A". L'edifici dels segles V a IV aC, que es va arribar a denominar "palauet" per part de Maluquer i col·laboradors, és en realitat un altar de sang per a sacrificis rituals, amb una tipologia definida per a altres similars en el Mediterrani oriental, com defineix Antonio Blanco Freijeiro, i molt posterior a la civilització tartèssia. No pot anomenar-se "conjunt tartessi" el que correspon a una època dos segles posterior a la desaparició dels Tartessos, ni pot anomenar-se "palau" a unes estances de grandària reduïda no adaptades a la funció sumptuària i política que se suposa a tal tipus de construccions.
El cos principal de l'edifici, de planta quadrada, s'orienta cap a l'est, i està envoltat per un fossat d'escassa profunditat, que conté aigua de forma permanent; pel que sembla la idea dels seus constructors era que mantingués una làmina d'aigua tot l'any. Encara que es desconeix amb exactitud la seva funció, el caràcter religiós és innegable a causa dels altars que conté; encara que també pot tractar-se d'un palau-santuari, si s'ha de jutjar pel seu dispositiu defensiu. En el seu interior s'han trobat abundants objectes, tals com a àmfores contenint cereals, mongetes, fruita seca i possiblement vi, molins de pedra, atuells de ceràmica i de metall, ceràmica procedent de l'Àtica datada entre el 430 i el 375 a. C., mobles adornats d'ivori, anells i arracades de plata, recipients de perfum, peces de jocs, accessoris de cavalleria, armes de ferro o estatuetes i escultures de bronze de gran qualitat, així com les restes d'un home i sis dones.
Les excavacions, dirigides per Juan Maluquer de Motes, van començar el 1978. El jaciment va ser declarat Monument Nacional el 1986. En l'actualitat es pot visitar íntegrament, comptant amb un excel·lent Centre d'Interpretació que pertany a la Xarxa de Museus d'Identitat d'Extremadura.